# Edward Coremans
Andries Eduardus (Edward) Coremans, född 1 februari 1835 i Antwerpen, död där 2 november 1910, var en belgisk politiker.
Coremans blev 1863 advokat och verkade i denna ställning för den flamländska rörelsen genom att vid domstolarna tala flamländska. Han invaldes 1868 av det klerikala partiet i deputeradekammaren, där han med kraftigt verkade för det flamländska språket användning i förvaltning och rättskipning. Han var den förste, som använde detta språk i Belgiens riksdag och han medverkade till lagstiftning på detta område. Han hyllades av flamländarna, oavsett partitillhörighet, för denna verksamhet.